# Thunderclouds
Thunderclouds è un singolo del supergruppo LSD, pubblicato il 9 agosto 2018 come terzo estratto dal primo album in studio Labrinth, Sia & Diplo Present... LSD.
La canzone è stata utilizzata come colonna sonora della campagna promozionale del Samsung Galaxy Note 9.

## Video musicale
Il video musicale è stato pubblicato il 30 agosto 2018 sul canale YouTube di Sia. Il regista del video è Ernest Desumbila. Nel video compare la ballerina Maddie Ziegler.

## Tracce
Testi e musiche di Timothy McKenzie, Sia Furler, Thomas Wesley Pentz, Henry Agincourt Allen, Philip Meckseper.
1. Thunderclouds – 3:07

Download digitale - Lost Frequencies Remix
1. Thunderclouds (Lost Frequencies Remix) – 3:18

Download digitale - MK Remix
1. Thunderclouds (MK Remix) – 3:34

## Formazione
- Sia – voce, produzione
- Diplo – voce, produzione, programmazione
- Labrinth – voce, produzione, ingegneria del suono, programmazione
- King Henry – produzione, programmazione
- Jr Blender – programmazione
- Manny Marroquin – missaggio
- Chris Galland – missaggio
- Randy Merrill – mastering
- Bart Schoudel – ingegneria
- Robin Florent – assistenza ingegneria
- Scott Desmarais – assistenza ingegneria

## Classifiche
| Classifica (2018) | Posizione massima |
| ----------------- | ----------------- |
| Italia            | 23                |